# Addison, Illinois
Addison är en ort (village) i DuPage County, i delstaten Illinois, USA. Enligt United States Census Bureau har orten en folkmängd på 37 198 invånare (2011) och en landarea på 25,3 km².